# Jakob Hamilton
Jakob Essen Hamilton, född 12 september 1797 på Kronovall i Fågeltofta socken, Malmöhus län, död 3 maj 1864 i Paris, var en svensk greve och ämbetsman. Han var far till James Hamilton och kusin till Gustaf Wathier Hamilton.

## Biografi
Hamilton var son till ryttmästaren Axel Hamilton och Beata Elisabet von Essen af Zellie. Han blev student vid Lunds universitet 1812 och vid Uppsala universitet 1813 men ingick 1814 på den militära banan som kornett vid Livregementets husarkår, avancerade där till löjtnant 1820 och ryttmästare 1824 samt tog avsked som major i armén 1826. Återanställd i samma regementskår 1830 som major tog han ånyo avsked 1838 med överstelöjtnants rang och levde sedan som possessionat (godsägare) på sin egendom Lyckås i Småland (Jönköpings län).
1848 blev han utnämnd till överståthållare i Stockholm samt generalmajor. Under sin överståthållartid (1848–1862) medverkade han till olika samhällsnyttiga åtgärder till den fattigare huvudstadsbefolkningens fromma och han motsatte sig det stockholmska prästerskapets krav på en sträng tillämpning av konventikelplakatet.
Hamilton deltog från och med 1828 års riksdag med intresse i det politiska livet, och var en verksam medlem av den liberala riddarhusoppositionen. Han ådrog sig uppmärksamhet redan vid sin första riksdag genom dels sin motion om införandet av municipalstyrelser, varmed första uppslaget gavs till vara senare gällande kommunalförfattningar, dels sin framställning om indragning av åtskilliga helgdagar, vilket gav anledning till en ganska hetsig diskussion.
Utan tvivel hade Hamilton sin hand med i den av Anckarsvärd och av Nordin ledda så kallade koalitionen från 1830-talets senare hälft, med syfte att få Karl XIV Johan att avsäga sig tronen till förmån for sin son, och då oppositionen behärskade utskottsvalen vid 1840–1841 års stormiga riksdag, insattes Hamilton som ordförande i bevillningsutskottet. Han var även ordförande i konstitutionsutskottet 1847–1848 och bankoutskottet 1850–1851.
Efter 1848 års marsoroligheter, då Oscar I utnämnde en liberalare ministär, kallades Hamilton till överståthållare i Stockholm, ett ämbete han hade fram till 1862. Med fasthet och humanitet lyckades han få de oroliga massorna att respektera lagens bud. På det religiösa området fanns en stor oro på grund av statskyrkans yrkande på ett strängt tillämpande av det så kallade konventikelplakatet. Den frisinnade överståthållaren vägrade dock att lämna denna uppfattning sitt stöd och den allmänna opinionen ställde sig på hans sida. Till den friare åskådning, som snart gjorde sig gällande hos regeringen i fråga om tillämpning av den religiösa toleransens åsikter, anses Hamilton ha bidragit. Sitt humanitära intresse visade han genom att ta initiativet till uppförande av arbetarbostäder i huvudstaden, bland annat genom att tillsammans med Wilhelm Stråle af Ekna och Samuel de Maré bilda stiftelsen Arbetarebostadsfonden vars verksamhet lever vidare. Även genom andra åtgärder till de fattigare klassernas bästa, liksom hans frisinnade uppfattning i allmänhet gjorde sig gällande såväl vid utfärdandet av nya som tolkningen av äldre polisförfattningar. Från hans tjänstetid daterar sig det allmänna införandet av gatubelysning på huvudstadens gator och torg. Ett tecken på den allmänna aktning och tillgivenhet han förvärvat bland huvudstadens invånare var hans inval i den nybildade stadsfullmäktigeinstitutionen 1863. 1848 utnämndes han till generalmajor. Hamilton avled i Paris 1864.
Han gifte sig första gången 1834 med friherrinnan Augusta Maria Liljencrantz och andra gången 1851 med Stephanie Fredrika Giesecke. Makarna Hamilton är begravda på Skärstads kyrkogård.

## Utmärkelser
- Riddare och kommendör av Kungl. Maj:ts Orden (Serafimerorden), 12 juli 1858.[3]
- Riddare av Svärdsorden, 4 juli 1836.[3]
- Kommendör med stora korset av Nordstjärneorden, 28 april 1853.[3]
- Kommendör av Nordstjärneorden, 26 juni 1850.[3]
- Kommendör med stora korset av Vasaorden, 28 mars 1862.[3]